# Inmigración peruana en Japón
La inmigración peruana en Japón se refiere a las personas ciudadanas del Perú que emigran al Japón.
Según las estadísticas publicadas por el Ministerio de Justicia de Japón (MOJ), se estima que hasta diciembre de 2013 habitaban 48 598 habitantes con nacionalidad peruana en Japón, siendo la mayoría de ellos descendientes de antiguos inmigrantes japoneses a Perú, mientras el resto pertenecen a otros grupos étnicos. Los migrantes peruanos en Japón representan la mayor colonia hispanohablante en el país asiático, superando al resto de comunidades residentes en Japón cuya lengua nativa es el español (colombiana, argentina, boliviana, paraguaya, etc.).

## Historia de la migración
El Perú fue el primer país latinoamericano y el decimocuarto del mundo que estableció relaciones diplomáticas con el Japón, mediante el Tratado de Paz, Amistad, Comercio y Navegación, el 21 de agosto en 1873, solo cinco años después de la Restauración Meiji.
La migración de peruanos a Japón se inició en 1986, según Álvaro Del Castillo, cuando los primeros trabajadores nikkeis peruanos llegaron a ese país para trabajar en algunos de sus centros industriales. Sin embargo, el mayor número de inmigrantes llegó después del segundo semestre de 1990, cuando su número alcanzó la cifra de 10 279. Existen dos razones para este incremento: la crisis económica y social en Perú durante este período y la necesidad de Japón de mano de obra no calificada.[cita requerida]
Para la mayoría de los migrantes el Japón representó una solución rápida y eficaz para los problemas que enfrentaban en Perú. En esos años ese país sudamericano se debatía en medio de una crisis económica incontrolable y de una violencia que aumentaba día a día debido a las actividades de dos grandes movimientos terroristas: Sendero Luminoso y el MRTA. Para los nikkeis, que en su mayoría eran miembros de la clase media peruana, esta inestabilidad representaba una amenaza que mermaba su posición económica dentro de la sociedad. Para un cierto grupo, otra de las razones por las que migraron fue el temor a llegar a ser un blanco étnico de la violencia debido a que el entonces presidente del Perú era Alberto Fujimori, un nikkei de segunda generación (nisei). Existía el temor que un mal gobierno de Fujimori pudiera conllevar consecuencias negativas a la comunidad nikkei en Perú.[cita requerida]
Por otra parte, el primero de junio de 1990, Japón introdujo una nueva política inmigratoria (revisión de la Ley Migratoria) basada en la etnicidad que incentivaba a que los descendientes japoneses de ultramar inmigrasen para satisfacer la necesidad de trabajadores extranjeros. De 1992 a 1997, datos de Ministerio del Interior del Perú mostró a Japón como el decimocuarto destino más popular para los emigrantes peruanos, detrás de los Países Bajos y por delante de Costa Rica.
Debido a esta revisión de la ley el camino para la inmigración de nikkeis desde Perú y otros países como Brasil, Argentina, Paraguay y Bolivia fue abierto. Actualmente, los inmigrantes peruanos son la séptima colonia en importancia de Japón, después de la china, coreana, filipina, brasileña, vietnamita y estadounidense.
En 2011, seis mil peruanos abandonaron el archipiélago luego del terremoto y la posterior alerta por radiación en Fukushima. Cerca de 244 000 extranjeros abandonaron el país en la primera semana luego del terremoto.

## Relación con otros grupos migrantes
El movimiento de migración conformado por los nikkeis brasileños y peruanos comenzó a mediados de la década de los ochenta. En el caso de los brasileños, hay algunos autores que sostienen que la primera ola de migrantes se inició durante la primera parte de la misma década. Esta primera ola estaba compuesta en su mayoría por isseis (primera generación), cuyo objetivo principal era ahorrar dinero para poder defenderse económicamente en su país de origen. Por otra parte, los primeros inmigrantes peruanos comenzaron a llegar a partir del año 1986 y estuvieron trabajando en la prefectura de Kanagawa.
Los inmigrantes brasileños, conjuntamente con los peruanos representan los dos mayores grupos de extranjeros de origen latinoamericano en Japón. En la actualidad, existe una gran relación entre estas dos comunidades: donde hay inmigrantes brasileños, generalmente también hay peruanos. Sin embargo, no se puede asegurar con exactitud en qué lugar se inició la convivencia entre miembros de ambos grupos. No obstante, puede suponerse que los primeros encuentros se realizaron en las zonas de Kanagawa, Aichi, Shizuoka y Gunma.
Desde el comienzo de la migración siempre ha habido una diferencia notable entre el número de inmigrantes brasileños en relación con los peruanos. Actualmente la proporción es de 4 a 1. Esta mayoría absoluta por parte de los inmigrantes brasileños influye en muchas maneras a la minoría peruana. Siendo los peruanos una minoría dentro de una minoría, no solo se ven influenciados y afectados por el entorno japonés.

## Composición étnica
La mayoría de los migrantes peruanos son de origen nikkei. Sin embargo, también existe una minoría que no tiene ninguna ascendencia japonesa. En este grupo se encuentran aquellos peruanos que ingresaron a Japón de una las siguientes tres maneras: gracias a ser esposos de un descendiente japonés; a haber ingresado con otro tipo de visa, como la de turista, y exceder el tiempo de permanencia más allá de lo legalmente permitido; o a haber comprado documentos que los identificaran como «supuestos nikkei».
Este grupo de no descendientes (o no nikkei) es conocido generalmente entre los migrantes nikkei como peruanos peruanos, este énfasis o duplicidad en la palabra peruano representa una manera de distinguir entre lo nikkei y aquello que no lo es. Es la manera cómo la mayoría nikkei trata de establecer una diferencia con la minoría no descendiente. Con esta reduplicación enfática
se resalta que se trata de un peruano, que contiene todo aquello que es típico de la cultura y sociedad peruana y que no representa lo nikkei. Este uso redundante de la palabra peruano establece la línea que separa étnica y socialmente a los inmigrantes peruanos en Japón.  
El ser peruano peruano en Japón conlleva un sentido negativo. Esto se debe básicamente al hecho de que los únicos que tienen derecho a trabajar «legalmente» en Japón son los descendientes japoneses.  No importa que el peruano peruano esté casado con un nikkei, siempre va a ser visto como alguien que ha adquirido ese derecho por «azar» y no de manera «inherente» como en el caso de los nikkei.

## Identidaddekasegui
Se dice que entre los migrantes peruanos en Japón se está desarrollando una nueva identidad. El nikkei migrante comparte más puntos en común con el migrante llamado peruano peruano que con el nikkei que se quedó en Perú y nunca vino como dekasegui. Dentro de los migrantes peruanos en Japón se está formando una nueva identidad que no se limita tan solo a la peruana o nikkei. Es un tipo de identidad que podría definirse como dekasegui. Esta identidad es el fruto de la influencia de tres culturas: la peruana, la nikkei y la japonesa.